# Toyota Aygo X
Toyota Aygo X — городской автомобиль-кроссовер, выпускаемый компанией Toyota с 2022 года. Пришёл на смену модели Toyota Aygo. 

## Описание
17 марта 2021 года был представлен концепт-кар Aygo X prologue. Он был разработан дизайн-центром Toyota Motor Europe ED2 в Софии-Антиполисе. Серийный вариант был разработан в Завентеме и был представлен 5 ноября 2021 года.

## Технические характеристики
Модель Toyota Aygo X базирована на платформе GA-B. Двигатель тот же, что и у Toyota Aygo.

## Галерея

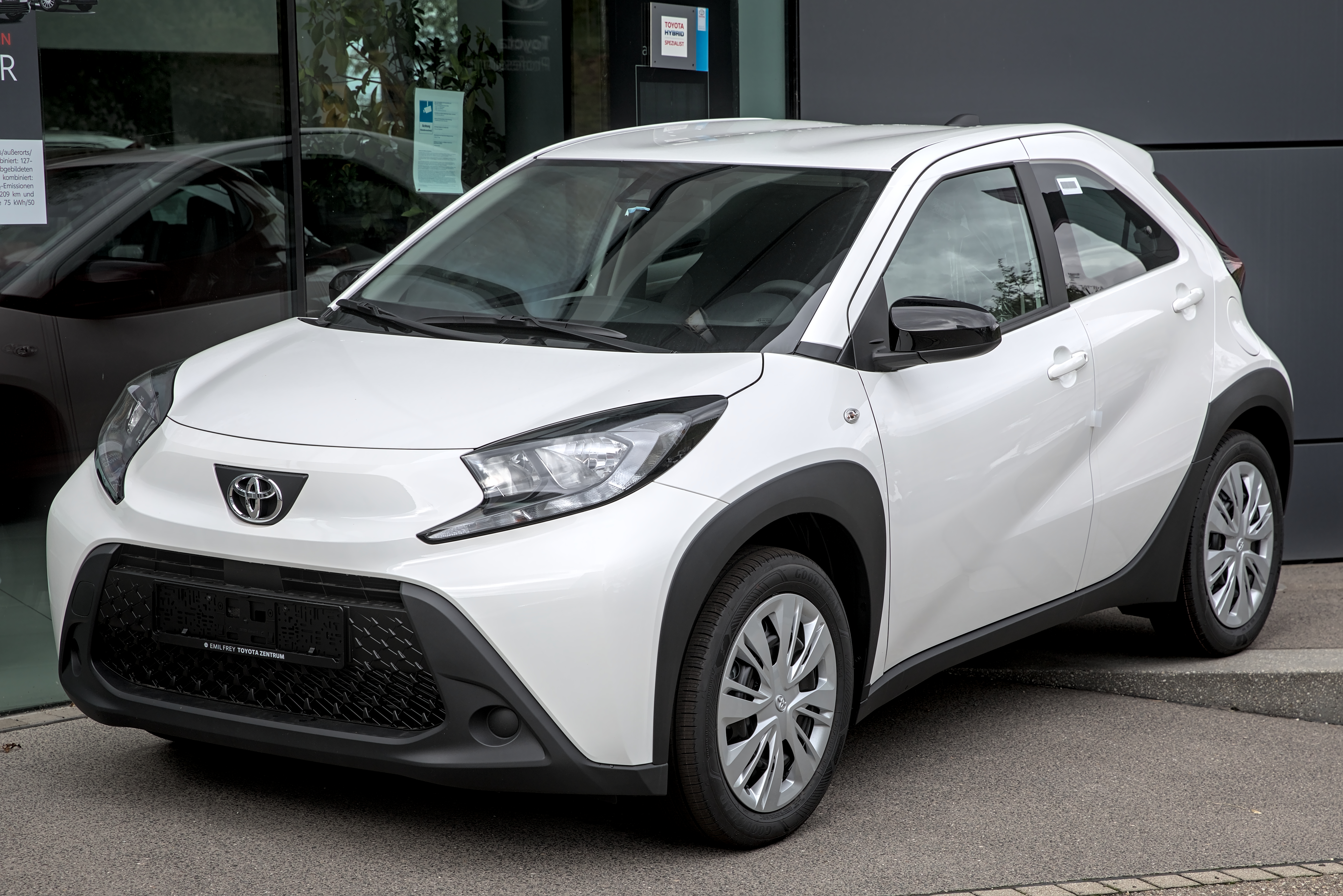
Aygo X Play (KGB70)
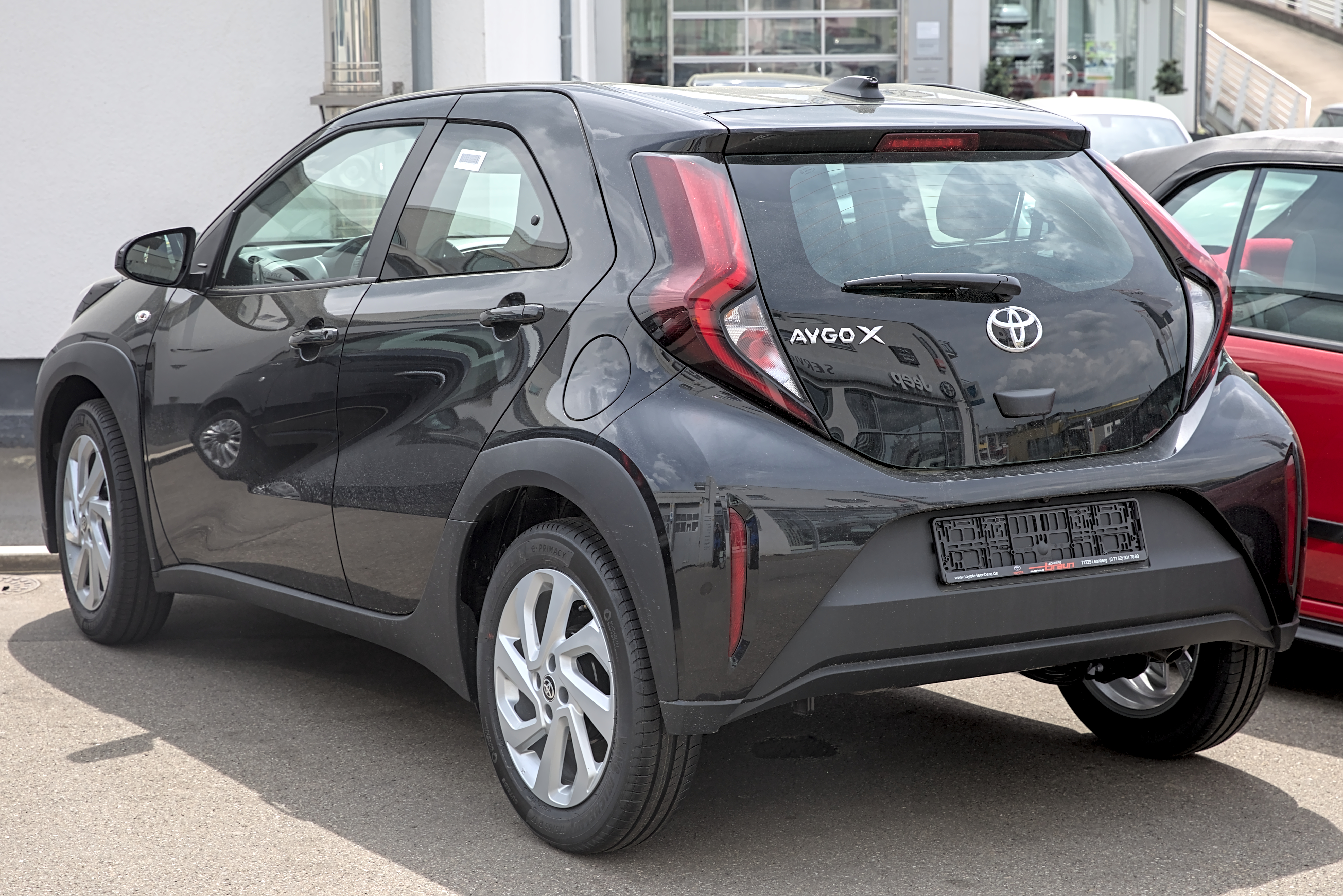
Aygo X Pulse (KGB70)
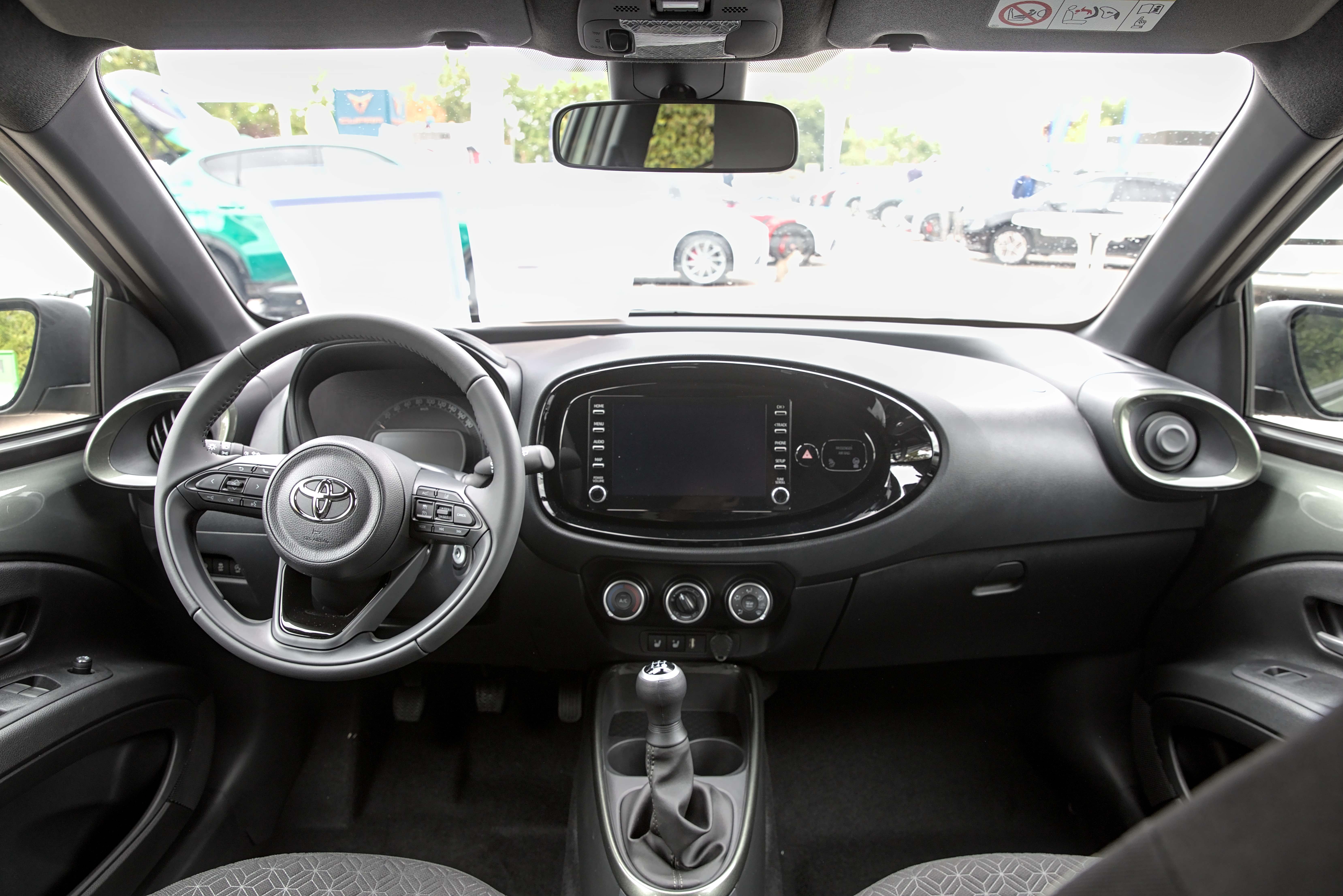
Место водителя

## Двигатели
| Бензиновые двигатели внутреннего сгорания | Бензиновые двигатели внутреннего сгорания | Бензиновые двигатели внутреннего сгорания | Бензиновые двигатели внутреннего сгорания | Бензиновые двигатели внутреннего сгорания | Бензиновые двигатели внутреннего сгорания | Бензиновые двигатели внутреннего сгорания | Бензиновые двигатели внутреннего сгорания | Бензиновые двигатели внутреннего сгорания |
| Шасси                                     | Модель                                    | Двигатель                                 | Трансмиссия                               | Мощность                                  | Крутящий момент                           | Разгон до 100 км/ч                        | Максимальная скорость                     | Выбросы CO2                               |
| ----------------------------------------- | ----------------------------------------- | ----------------------------------------- | ----------------------------------------- | ----------------------------------------- | ----------------------------------------- | ----------------------------------------- | ----------------------------------------- | ----------------------------------------- |
| KGB70                                     | 1.0                                       | 1KR-B52                                   | 5-скор. МКПП CVT                          | 72 л. с. (54 кВт) при 6000 об/мин         | 93 Н*м при 4400 об/мин                    | 14,9 сек.                                 | 158 км/ч (98 миль/ч)                      | 109 г/км                                  |